# 爱尔兰总理

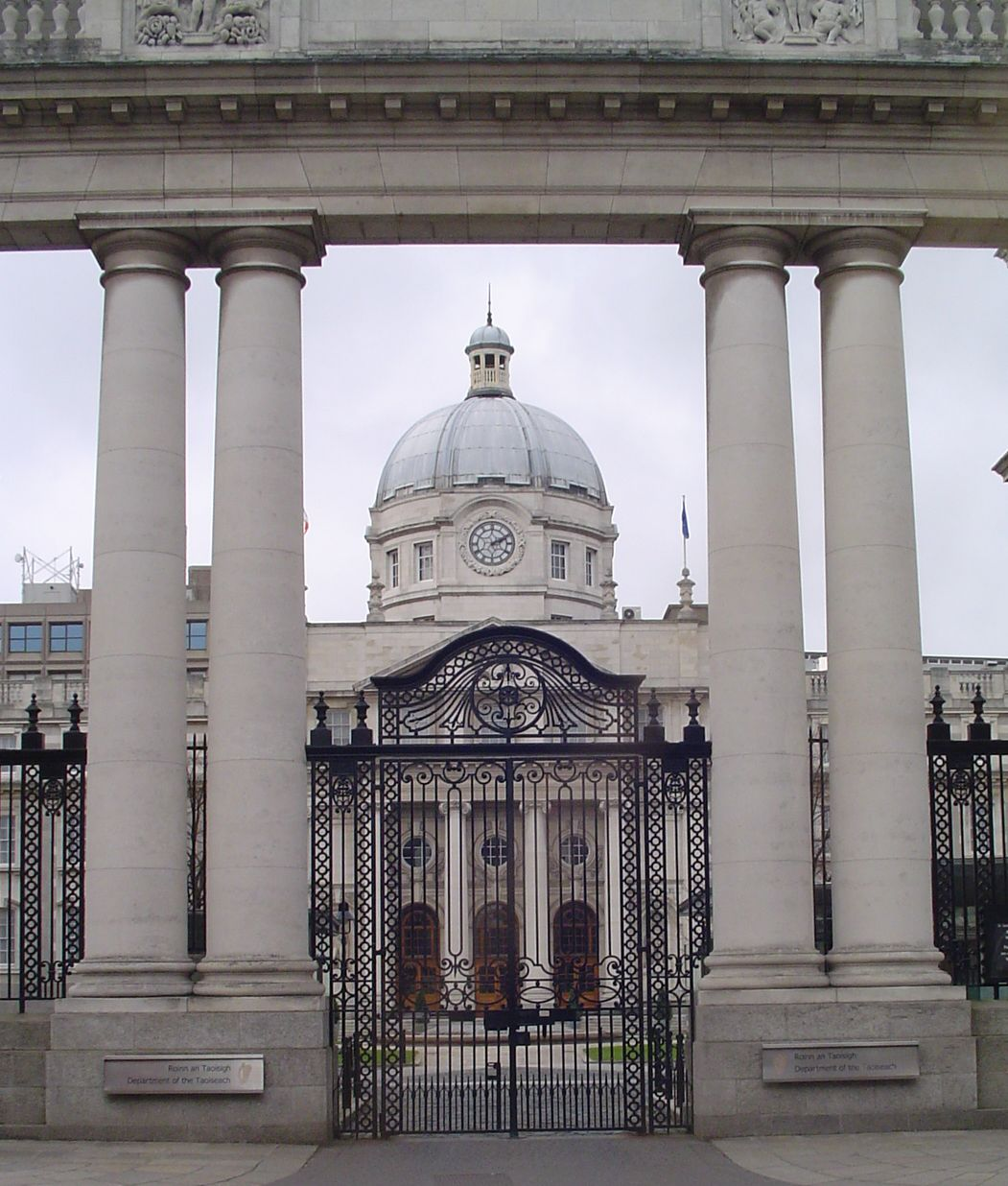
都柏林梅里昂街的总理府

愛爾蘭總理（複數 ）是愛爾蘭共和國的政府首長和愛爾蘭內閣首腦。總理是由愛爾蘭眾議院選出，再由愛爾蘭總統任命。總理在任內必須得到眾議院大多數的議員支持。現任總理是愛爾蘭共和黨的米哈尔·马丁。

## 称谓
“Taoiseach”一词在爱尔兰语中的本意为“领袖”，1937年《愛爾蘭憲法》第28条第5款第1项规定用Taoiseach一词指代爱尔兰政府首脑（即总理），此后爱尔兰语和英语均将Taoiseach一词用作指代爱尔兰总理的专有名词，其他国家总理或首相在爱尔兰语中则被称为“príomh-aire”。

## 職務和權力
根據《愛爾蘭憲法》，總理必須是愛爾蘭眾議院議員。如果總理被發現已失去下議院大多數議員的支持，總理必須自行請辭或請求總統批准散眾議院。總統有權拒絕審批解散眾議院的請求，迫使總理請辭。這種權力從未被總統使用，但在 1944年、1982年和 1994年，某些事件令總統可以在必要時間內行使這種權利。
總理在這些情況下會失去眾議院的支持:
- 眾議院通過不信任動議
- 眾議院拒絕通過財政預算案

如果總理請辭，他可以臨時地維持職務，直到繼任人被選出為止。

## 愛爾蘭總理列表
| 所属党派列表 |        |  |              |
|              | 共和黨 |  | 愛爾蘭統一黨 |

| #    | 肖像           | 漢譯名 (生–卒)                       | 英語名/愛爾蘭語名             | 上任日期       | 離任日期       | 政黨         |
| ---- | -------------- | ------------------------------------ | ----------------------------- | -------------- | -------------- | ------------ |
| 1    |                | 威廉·托馬斯·科斯格雷夫 (1880–1965)   |                               | 1922年12月6日  | 1932年3月9日   | 愛爾蘭統一黨 |
| 2    |                | 埃蒙·德·瓦勒拉 (1882–1975)           | /                             | 1932年3月9日   | 1937年12月29日 | 愛爾蘭共和黨 |
| (2)  | 1937年12月29日 | 埃蒙·德·瓦勒拉 (1882–1975)           | /                             | 1948年2月18日  |                | 愛爾蘭共和黨 |
| 3    |                | 约翰·阿洛伊修斯·科斯特洛 (1891–1976) | /                             | 1948年2月18日  | 1951年6月13日  | 愛爾蘭統一黨 |
| (2)  |                | 埃蒙·德·瓦勒拉（第二次）             | /                             | 1951年6月13日  | 1954年6月2日   | 愛爾蘭共和黨 |
| (3)  |                | 約翰·阿洛伊修斯·科斯特洛 (第二次)    | /                             | 1954年6月2日   | 1957年3月20日  | 愛爾蘭統一黨 |
| (2)  |                | 埃蒙·德·瓦勒拉 (第三次)              | /                             | 1957年3月20日  | 1959年6月23日  | 愛爾蘭共和黨 |
| 4    |                | 肖恩·勒马斯 (1899–1971)              | 祗有英語：Seán Francis Lemass | 1959年6月23日  | 1966年11月10日 | 愛爾蘭共和黨 |
| 5    |                | 傑克·林奇 (第一次) (1917–1999)       | /                             | 1966年11月10日 | 1973年3月14日  | 愛爾蘭共和黨 |
| 6    |                | 利亞姆·科斯格雷夫 (1920-2017)        | /                             | 1973年3月14日  | 1977年7月5日   | 愛爾蘭統一黨 |
| (5)  |                | 傑克·林奇 (第二次)                   | /                             | 1977年7月5日   | 1979年12月11日 | 愛爾蘭共和黨 |
| 7    |                | 查爾斯·豪伊 (1925–2006)              | /                             | 1979年12月11日 | 1981年6月30日  | 愛爾蘭共和黨 |
| 8    |                | 加勒特·菲茨傑拉德 (1926–2011)        | /                             | 1981年6月30日  | 1982年3月9日   | 愛爾蘭統一黨 |
| (7)  |                | 查爾斯·豪伊 (第二次)                 | /                             | 1982年3月9日   | 1982年12月14日 | 愛爾蘭共和黨 |
| (8)  |                | 加勒特·菲茨傑拉德 (第二次)           | /                             | 1982年12月14日 | 1987年3月10日  | 愛爾蘭統一黨 |
| (7)  |                | 查爾斯·豪伊 (第三次)                 | /                             | 1987年3月10日  | 1992年2月11日  | 愛爾蘭共和黨 |
| 9    |                | 艾伯特·雷諾茲 (1932–2014)            | /                             | 1992年2月11日  | 1994年12月15日 | 愛爾蘭共和黨 |
| 10   |                | 約翰·布魯頓 (1947 -2024)             | /                             | 1994年12月15日 | 1997年6月26日  | 愛爾蘭統一黨 |
| 11   |                | 伯蒂·埃亨 (1951 -)                   | /                             | 1997年6月26日  | 2008年5月6日   | 愛爾蘭共和黨 |
| 12   |                | 布賴恩·考恩 (1960 -)                 | /                             | 2008年5月7日   | 2011年3月4日   | 愛爾蘭共和黨 |
| 13   |                | 恩达·肯尼 (1951 -)                   | /                             | 2011年3月9日   | 2017年6月14日  | 爱尔兰统一党 |
| 14   |                | 李歐·瓦拉德卡 (1979 -)               | 英語：                        | 2017年6月14日  | 2020年6月27日  | 爱尔兰统一党 |
| 15   |                | 米哈爾·馬丁 (1960 -)                 |                               | 2020年6月27日  | 2022年12月17日 | 愛爾蘭共和黨 |
| (14) |                | 李歐·瓦拉德卡 (1979 -)               |                               | 2022年12月17日 | 2024年4月9日   | 爱尔兰统一党 |
| 16   |                | 西蒙·哈里斯 (1986 -)                 | /                             | 2024年4月9日   | 2025年1月23日  | 爱尔兰统一党 |
| (15) |                | 米哈爾·馬丁 (1960 -)                 |                               | 2025年1月23日  | 現任           | 愛爾蘭共和黨 |

## 政府部門
- 財政部
- 國防部
- 外交和貿易部
- 教育與技能部
- 司法與平等部
- 衛生部
- 就業、企業和創新部
- 農業，食品和海洋部
- 藝術，遺產和愛爾蘭語部
- 兒童和青年事務部
- 通訊，能源和自然資源部
- 環境，社區和地方政府部
- 公共支出和改革部
- 社會保障部
- 運輸，旅遊和體育部

### 以下出席內閣會議，但沒有表決權
- 總檢察長
- 內閣秘書長(Chief Whip)
- 房屋及規劃國務部長